# Knielingen
Knielingen liegt im Nordwesten von Karlsruhe am Rhein und ist der älteste urkundlich nachgewiesene und mit rund 2000 Hektar der flächenmäßig zweitgrößte Stadtteil, nach Durlach.

## Geschichte

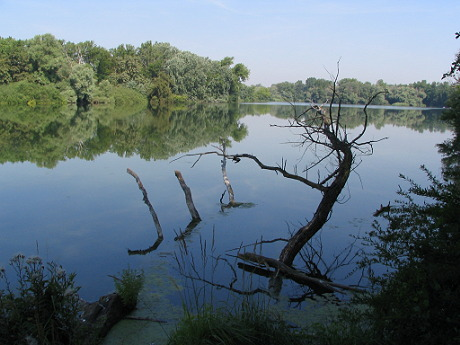
Der Knielinger See

786 wird Knielingen erstmals als Cnutlinga urkundlich im Lorscher Codex erwähnt. Der Eintrag im Codex ist allerdings widersprüchlich, so dass evtl. von 776 auszugehen ist. Grabungsfunde verweisen auf eine Besiedlung bereits in der La-Tène-Zeit. Aus der Römerzeit stammt ein Brandgräberfeld mit bisher 44 bekannten Bestattungen. Etwa die Hälfte der Bestatteten werden in das 1. Jahrhundert datiert, während sich die übrigen über den ganzen Zeitraum des 2. Jahrhunderts verteilen. Möglicherweise bestand hier kurzzeitig ein Kastell im 1. Jahrhundert.
1103 vermacht Heinrich von Spiegelberg der Domkirche zu Speyer das Kloster Hördt, zu dessen Besitz auch Knielingen zählt. Ab dem 12. besitzt das Kloster Gottesaue einen Großteil des Knielinger Grundbesitzes. Wohl um 1220 ist der Ort mit der Burg Mühlburg an die Markgrafen von Baden gekommen. Für das Jahr 1262 ist ein Ortsadeliger namens Marschall Werner von Knielingen belegt. 
1688 wurde im pfälzisch-orleanischen Erbfolgekrieg Knielingen von französischen Truppen geplündert und niedergebrannt. Ebenso fand eine Plünderung während des französisch-österreichischen Krieg 1797 statt. 
Die Geschichte Knielingens war schon immer sehr stark vom Rhein beeinflusst. Tullas Rheinbegradigung ab 1817 führte zum Verlust von heute linksrheinisch liegenden Flächen. Am 1. April 1935 wurde Knielingen ein Teil der Stadt Karlsruhe.
Nach dem Zweiten Weltkrieg erlangte der Stadtteil als Industriestandort stärkere Bedeutung. 1950 wurde einer der größten Siemens-Standorte Deutschlands hier gegründet. Die Karlsruher Raffinerien gingen 1962 am Rhein in Betrieb. Zudem entwickelte sich aus dem Siemens-Standort in Knielingen im Jahre 1997 der Siemens Industriepark Karlsruhe mit zahlreichen Unternehmen aus dem Technologiesektor.
Nach dem Krieg waren amerikanische Soldaten auf dem Kasernengelände im Stadtteil stationiert, sie wurden nach der Wiedervereinigung abgezogen. Auf dem Kasernengelände ist ein Neubaugebiet entstanden, was größtenteils fertiggestellt ist.
Seit 1980 bildet ein Teil des Knielinger Sees das Naturschutzgebiet Altrhein Maxau. Mit der Burgau befindet sich ein weiteres Naturschutzgebiet in Knielingen.

## Wappen
Knielingen trägt in seinem Ortswappen einen schwarzen Drudenfuß auf goldenem Grund. Dieses Wappen erscheint erstmals im Jahre 1471. 1660 erscheint der Drudenfuß erstmals plastisch. Die Wappenfarben Schwarz-Gold wurden 1895 auf Vorschlag des Generallandesarchivs vom Knielinger Gemeinderat angenommen.

## Spitzname
Da Knielingen früher für seine außergewöhnlich vielen Wildbirnenbäume, auch Holzbirne genannt, bekannt war, bekamen die Knielinger den Spitznamen „Holzbiere“.

## Sehenswürdigkeiten und Infrastruktur

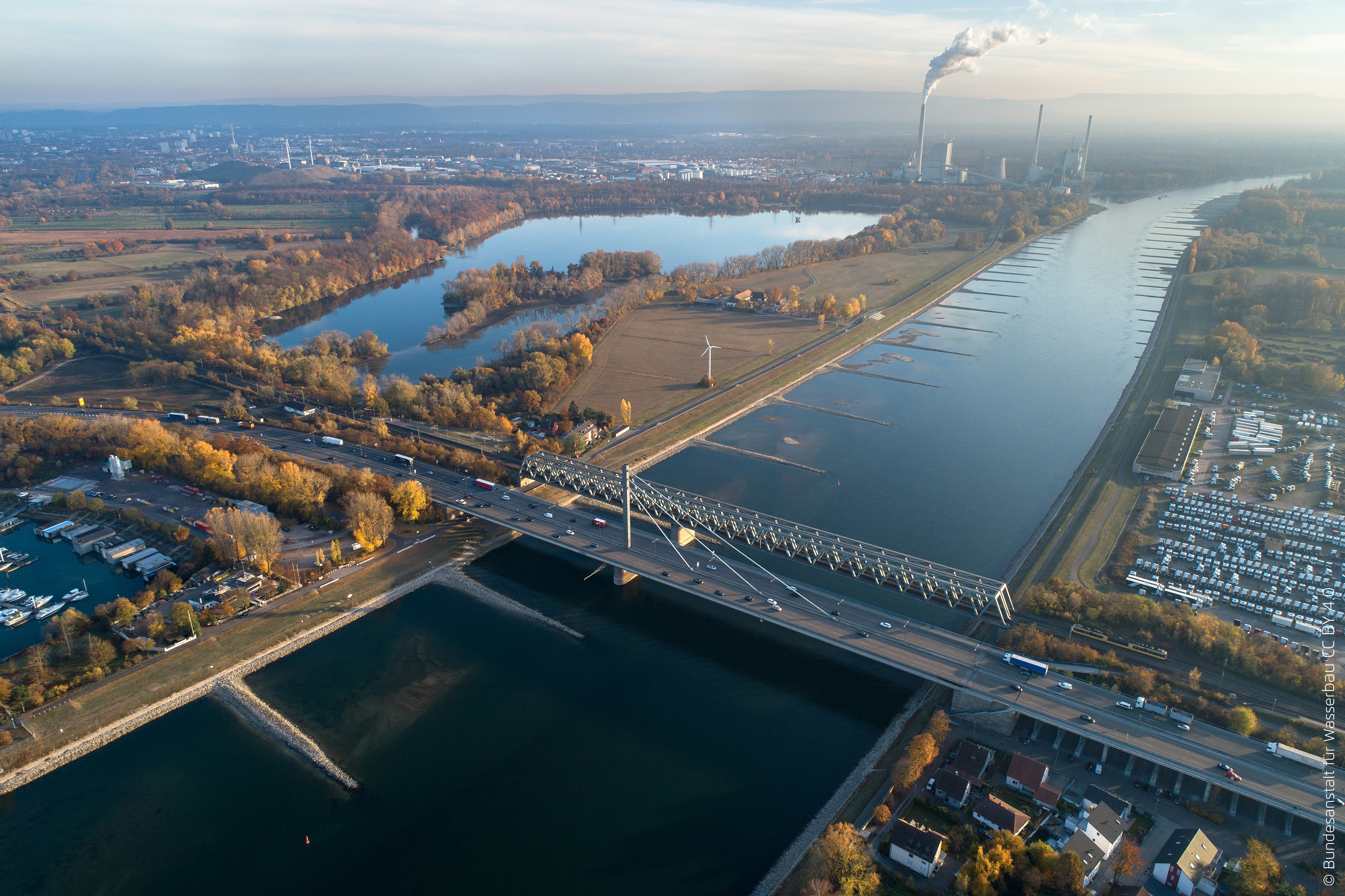
Blick auf die beiden Rheinbrücken Maxau und den Knielinger See (Hintergrund) sowie das Rheinhafen-Dampfkraftwerk Karlsruhe

Im Gebiet von Knielingen befinden sich mit den Rheinbrücken Maxau, einer Straßen- und einer parallel dazu gelegenen Eisenbahnbrücke, Karlsruhes einzige Rheinbrücken. Sie verbinden die Stadt auf Straße und Schiene mit dem Bundesland Rheinland-Pfalz. Durch Knielingen verläuft die Südtangente, eine große Umgehungsstraße und endet an der Rheinbrücke. An das öffentliche Personennahverkehrsnetz ist Knielingen durch die Straßenbahnlinie 2, die Stadtbahnlinie S5, die Bahnstrecke Winden–Karlsruhe (Bahnhof Karlsruhe-Knielingen) und die Buslinien 74 und 75 angeschlossen.

### Knielinger Kirche
Die Knielinger Kirche ist eine um 1700 neu erbaute evangelische Pfarrkirche, die unter Denkmalschutz (→ Liste der Kulturdenkmale in Karlsruhe-Knielingen) steht. Die erste Kirche an dieser Stelle ist aus dem Jahr 1480 überliefert. 1556 führte Karl II. (Baden-Durlach) in seiner Markgrafschaft das lutherische Bekenntnis ein.

### Knielingen 2.0
Durch den Abzug der amerikanischen Streitkräfte aus dem Kasernengelände an der Sudetenstraße nach Ende des Kalten Krieges wurde ein 30 Hektar großes Areal im Norden Knielingens frei, das seit ca. 2009 nach und nach bebaut wird. Vorwiegend wird das Gelände mit Miet- oder Eigentumswohnungen und Reihenhäusern bebaut. Es entsteht auch ein Gewerbebereich, unter anderem ein Nahversorgungszentrum mit großem Supermarkt, der 2009 eröffnet wurde. Das Projekt soll Wohnraum für bis zu 2000 Menschen bieten und wird als „Knielingen 2.0“ bezeichnet. Seit November 2020 fährt dort auch die Straßenbahnlinie 2.

## Sport

### Vereine
Zum ältesten Sportverein in Knielingen zählt der TV Knielingen (gegründet 1891). Dieser bietet neben Turnen auch Handball, Tennis, Tischtennis, Badminton, Ski, Volleyball, Rollstuhlrugby und Kampfkunst an. Die Handball-Abteilung spielte in der Saison 2022/23 in der Handball-Oberliga Baden-Württemberg.
Als Fußballverein besteht der VfB 05 Knielingen. 

### Rennbahn

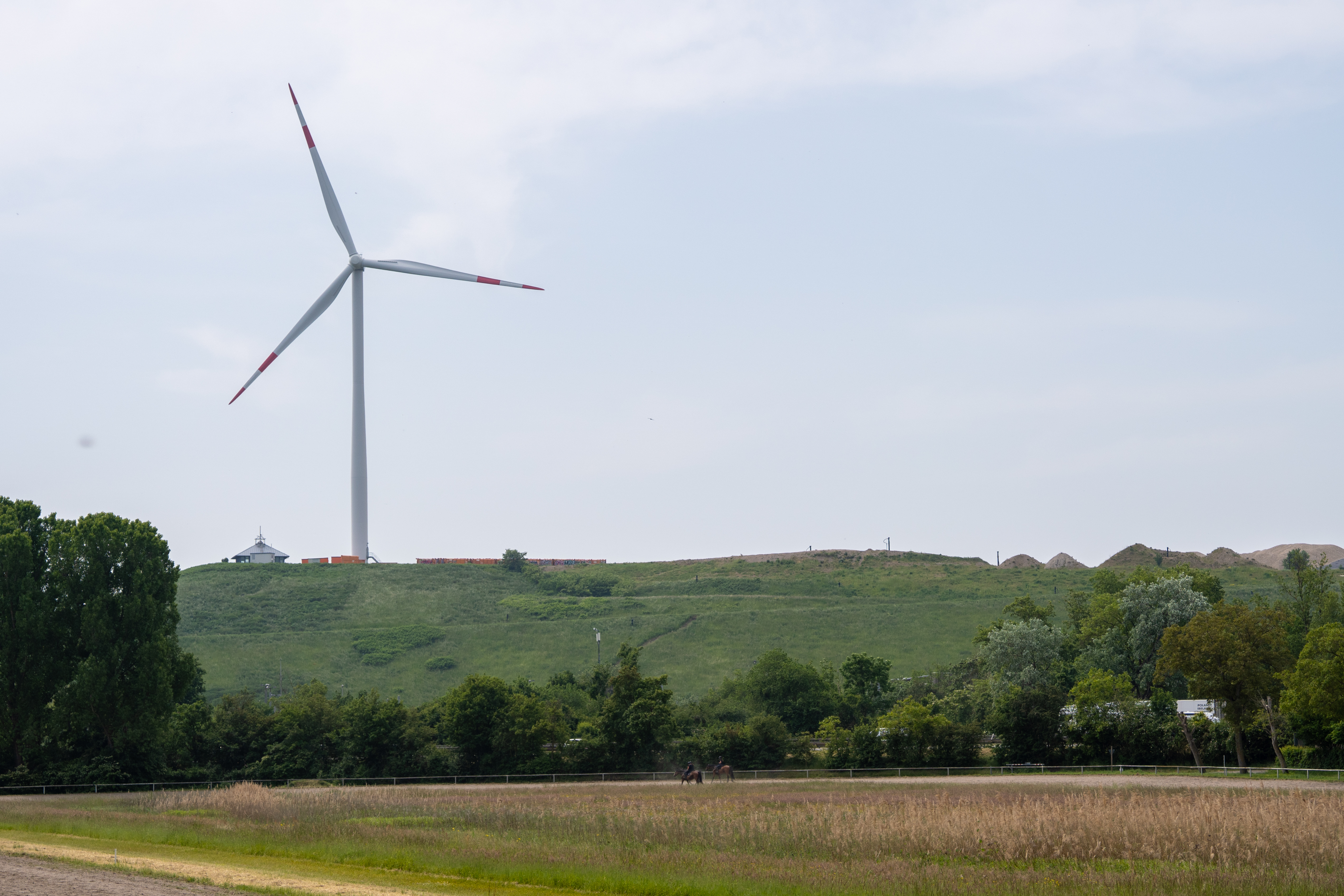
Der Windmühlenberg, davor die Pferderennbahn Knielingen

Der Zucht- und Rennverein Karlsruhe-Knielingen betreibt in Knielingen eine Pferderennbahn, die im Naturschutzgebiet Burgau gelegen ist. Auf der Sandbahn werden Trab- und Galopprennen durchgeführt. Zudem gibt es mehrere Gebäude zur Bewirtung, für den Totalisatorbetrieb, sowie eine überdachte Tribüne. Auf dem Stehwall kann man in erhöhter Position die Bahn überblicken. Jeweils im Mai wird ein Renntag durchgeführt.

## Persönlichkeiten
- Christoph Drollinger (1861–1943), evangelischer Geistlicher und Begründer der Schweizer Gemeinde für Urchristentum